# Serhij Husiew
Serhij Jewhenijowycz Husiew, ukr. Сергій Євгенійович Гусєв, ros. Сергей Евгеньевич Гусев, Siergiej Jewgienjewicz Gusiew (ur. 1 lipca 1967 w Odessie, Ukraińska SRR) – ukraiński piłkarz, grający na pozycji napastnika, reprezentant Ukrainy.

## Kariera piłkarska

### Kariera klubowa
Wychowanek SDJuSzOR (szkoły piłkarskiej) Czornomoreć Odessa, w 1984 rozpoczął karierę piłkarską w jej drużynie rezerwowej. W latach 1985–1987 odbywał służbę wojskową w SKA Odessa. Potem powrócił do Czornomorca. W 1989 ponownie występował w klubie SKA, aby wrócić ponownie do Czornomorca. W 1991 bronił barw drugoligowego klubu Tiligul Tyraspol, z którym został królem strzelców ligi, po czym po raz trzeci wrócił do Czornomorca. Latem 1993 wyjechał za granicę, gdzie bronił barw klubów Trabzonspor, Altay S.K., Hapoel Beer Szewa, Sojuz-Gazprom Iżewsk i Zimbru Kiszyniów. W 1998 powrócił do SK Odessa, a w następnym roku został piłkarzem Zirki Kirowohrad. Karierę piłkarską zakończył w amatorskim zespole Syhnał Odessa, w międzyczasie próbując swoich sił w klubie Dnister Owidiopol.

### Kariera reprezentacyjna
29 kwietnia 1992 debiutował w drużynie narodowej Ukrainy w przegranym 1:3 meczu towarzyskim z Węgrami. Łącznie rozegrał 5 spotkań reprezentacyjnych.

## Sukcesy i odznaczenia

### Sukcesy klubowe
- brązowy medalista Mistrzostw Ukrainy: 1993
- zdobywca Pucharu Ukrainy: 1992
- finalista Pucharu Federacji Piłki Nożnej ZSRR: 1990

### Sukcesy indywidualne
- król strzelców Pierwszej Ligi ZSRR: 1991 (25 goli)
- król strzelców Wyższej Ligi: 1993 (17 goli).

### Odznaczenia
- tytuł Mistrza Sportu ZSRR: 1990